# 10 히기에이아
10 히기에이아(10 Hygiea)는 소행성대의 소행성 중 하나이다. 직사각형 형태를 띠고 있으며, 지름은 350~500 km, 그리고 소행성대 전체 질량의 2.9%를 차지한다. C형 소행성 중에서 제일 크며 탄소질의 표면이 있다.

## 발견과 명명
주변에서 가장 큰 천체이지만, 어두운 표면과 태양으로부터의 거리 때문에, 지구에서는 매우 어둡게 보인다. 때문에, 다른 소행성보다 늦게 발견됐는데, 1849년 4월 12일, 나폴리에서 아니발레 데 가스파리스가 발견했다. 그리고 나폴리 천문대의 대장인 어네스토 카포치가 이름을 붙였다.
히기에이아라는 이름은 그리스 신화의 건강의 여신에서 따왔다.

## 물리적 특성
히기에이아의 표면은 탄소질의 물질로 이루어져 있다. 표면에서 물의 흔적이 발견됐는데, 이는 과거에 큰 용융 현상으로 물이 있었다는 것을 알려준다. 히기에이아의 원시적인 표면에서 태양계의 형성 초기에 히기에이아의 표면은 녹지 않았다는 것을 알 수 있다.
히기에이아 족의 주체이고 군 전체 질량의 90% 이상을 차지하고 있다.
히기에이아를 관측하기 위해서는 근일점에 위치했을 때를 기준으로, 최소한 구경 1 m의 망원경이 필요하다. 10x50 배율의 쌍안경으로 관측할 수도 있다.
최소한 히기에이아의 5번의 엄폐 현상으로 지구에 추적됐다. 그러나 모두 독립적인 관측으로 인한 측정으로 인해 정확한 형태를 계측할 수 없었다. 허블 우주 망원경으로 히기에이아를 뚜렷히 볼 수 있었다.

## 외부 링크

10히기에이아의 궤도

## 참고
1. ↑  "Mass of 10 Hygiea" 0.445 / "Mass of Mbelt" 보관됨 2012-09-07 - 웨이백 머신 15 = 0.0296
2. ↑  A. O. Leuschner (1922년 7월 15일). “Comparison of Theory with Observation for the Minor planets 10 Hygiea and 175 Andromache with Respect to Perturbations by Jupiter”. 《Proceedings of the National Academy of Sciences of the United States of America》 (National Academy of Sciences) 8 (7): 170–173. doi:10.1073/pnas.8.7.170. PMC 1085085. PMID 16586868.
3. 1 2 3  Barucci, M (2002). “10 Hygiea: ISO Infrared Observations”. 《Icarus》 156: 202. doi:10.1006/icar.2001.6775.
4. ↑  James L. Hilton. “Asteroid Masses and Densities” (PDF). 《U.S. Naval Observatory》. Lunar and Planetar Institute. 2008년 8월 26일에 확인함.
5. ↑  A. Storrs (1999). “Imaging Observations of Asteroids with Hubble Space Telescope”. 《Icarus》 137: 260. doi:10.1006/icar.1999.6047.